# Nekrolog 1545
Nekrolog
◄◄
| ◄
| 1541
| 1542
| 1543
| 1544
| 1545 | 1546 | 1547 | 1548 | 1549 | ► | ►►
Weitere Ereignisse | Allgemeiner Nekrolog 1545
Die Beschreibung der verstorbenen Person sollte so kurz wie möglich gehalten sein und nur deren signifikante Tätigkeit(en) enthalten.
Neue Namen ggf. auch unter dem Geburts- und Sterbedatum, also etwa unter 1. Januar und im Geburts- und Sterbejahr (2024) eintragen (nur bei entsprechender großer Wichtigkeit). Für Beispiele siehe die schon vorhandenen Artikel.
Außerdem über die fünf zuletzt Verstorbenen, zu denen es einen ausreichend guten Artikel für eine Präsentation auf der Hauptseite gibt, nach der todesbedingten Überarbeitung der Artikel ggf. auch unter Wikipedia Diskussion:Hauptseite informieren und sie am besten auch in den anderen Wikipedia-Sprachversionen eintragen. Tipp: Regelmäßig bei news.google.de nach „ist tot“, „gestorben“ oder „verstorben“ suchen.
Wenn eine Person gestorben ist, gibt es viele Seiten zu dieser Person in der Wikipedia, die davon auch betroffen sind und entsprechend aktualisiert werden müssen. Beispiele: Namenübersichtsseite, Geburtsjahr, Geburtsort-Seiten und viele mehr.
Wie finde ich die betroffenen Seiten?
Im Suchfeld auf der linken Seite gibt man den Suchbegriff so ein: „Vorname Nachname“. Dann klickt man auf Volltext und alle Seiten mit entsprechendem Suchtext werden aufgerufen. Hier sieht man dann schnell, wo auch das Todesjahr Sinn macht oder sogar ein Teil des Artikels angepasst werden muss. Auch hilft das „Werkzeug“ auf der linken Seite sehr gut, um solche Seiten aufzufinden: „Links auf diese Seite“. Somit ist die Wikipedia wieder aktuell in allen Bereichen! Hinweis: bei Eintragung der Kategorie „Gestorben JAHR“ wird der Missbrauchsfilter 49 ausgelöst, was jedoch nicht schlimm ist. Siehe: Spezial:Missbrauchsfilter/49
Dies ist eine Liste von im Jahr 1545 verstorbenen bekannten Persönlichkeiten. Die Einträge erfolgen innerhalb der einzelnen Daten alphabetisch sortiert. Tiere sind im Nekrolog für Tiere zu finden.

## Januar
| Tag        | Name             | Beruf, bekannt als                                      | Alter | Beleg |
| ---------- | ---------------- | ------------------------------------------------------- | ----- | ----- |
| 16. Januar | Georg Spalatin   | deutscher Humanist, Theologe, Reformator und Historiker | 60    |       |
| 24. Januar | Eberhard Brisger | evangelischer Theologe und Reformator                   |       |       |

## Februar
| Tag         | Name                 | Beruf, bekannt als                  | Alter | Beleg |
| ----------- | -------------------- | ----------------------------------- | ----- | ----- |
| 19. Februar | Pierre Brully        | calvinistischer Prediger            |       |       |
| 28. Februar | Peter von Englisberg | Ritter des Johanniterordens, Komtur |       |       |

## März
| Tag     | Name       | Beruf, bekannt als                     | Alter | Beleg |
| ------- | ---------- | -------------------------------------- | ----- | ----- |
| 6. März | Georg Helt | deutscher Humanist, Universalgelehrter |       |       |

## April
| Tag       | Name               | Beruf, bekannt als                                                  | Alter | Beleg |
| --------- | ------------------ | ------------------------------------------------------------------- | ----- | ----- |
| 3. April  | Antonio de Guevara | spanischer Schriftsteller und fantasievoller Historiker (Álava)     |       |       |
| 10. April | Costanzo Festa     | italienischer Komponist                                             |       |       |
| 10. April | Peter Gercken      | deutscher Kleriker, Sekretär des Hansekontors in Bergen und Domherr |       |       |
| 14. April | Thomas Clere       | englischer Dichter am Hofe Heinrich VIII.                           |       |       |
| 22. April | Ludwig X.          | Herzog von Bayern                                                   | 49    |       |
| 25. April | Jobst II.          | Graf von Hoya (1511–1545)                                           |       |       |

## Mai
| Tag     | Name                   | Beruf, bekannt als                                           | Alter | Beleg |
| ------- | ---------------------- | ------------------------------------------------------------ | ----- | ----- |
| 9. Mai  | Peter Babenberg        | Abt des regulierten Chorherrenstifts Kreuzlingen (1497–1545) |       |       |
| 11. Mai | Pietropaolo Parisio    | italienischer Kardinal und Jurist                            |       |       |
| 13. Mai | Stanislaus Rapagelanus | evangelischer Theologe der Reformationszeit                  |       |       |
| 17. Mai | Peter Wiben            | deutscher Landknecht, Räuber und Pirat                       |       |       |
| 23. Mai | Costanza Farnese       | Tochter von Papst Paul III.                                  |       |       |
| 31. Mai | Agnes Tilney           | zweite Ehefrau von Thomas Howard, 2. Duke of Norfolk         |       |       |

## Juni
| Tag      | Name                     | Beruf, bekannt als                 | Alter | Beleg |
| -------- | ------------------------ | ---------------------------------- | ----- | ----- |
| 2. Juni  | Nikolaus Thoman          | deutscher Geistlicher und Chronist |       |       |
| 12. Juni | Franz I.                 | Herzog von Lothringen              | 27    |       |
| 15. Juni | Elisabeth von Österreich | Königin von Polen                  | 19    |       |
| 18. Juni | Johann Ludwig            | Graf von Saarbrücken               | 72    |       |
| 24. Juni | Hans Blietel             | Märtyrer der Hutterer              |       |       |

## Juli
| Tag      | Name                | Beruf, bekannt als                                                   | Alter | Beleg |
| -------- | ------------------- | -------------------------------------------------------------------- | ----- | ----- |
| 7. Juli  | Pernette du Guillet | französische Dichterin                                               |       |       |
| 12. Juli | Maria von Portugal  | portugiesische Prinzessin, Ehefrau des spanischen Königs Philipp II. | 17    |       |
| 17. Juli | Georg Binder        | Schweizer Lehrer, Theaterschaffender und Übersetzer                  |       |       |
| 19. Juli | George Carew        | englischer Militär und Admiral                                       |       |       |
| 19. Juli | Abraham Culvensis   | litauischer Jurist und Reformator                                    |       |       |
| Juli     | Burchard Beckmann   | Bürgermeister von Greifswald                                         |       |       |

## August
| Tag        | Name                                | Beruf, bekannt als                                         | Alter | Beleg |
| ---------- | ----------------------------------- | ---------------------------------------------------------- | ----- | ----- |
| 1. August  | Juan Pardo de Tavera                | Erzbischof von Toledo                                      | 73    |       |
| 16. August | Johannes Bader                      | deutscher Theologe und Reformator                          |       |       |
| 18. August | Kaspar Megander                     | reformierter Theologe und Reformator                       |       |       |
| 22. August | Charles Brandon, 1. Duke of Suffolk | englischer Adliger                                         |       |       |
| 27. August | Piotr Gamrat                        | polnischer Erzbischof, Primas und Humanist der Renaissance |       |       |
| August     | Johannes Otto                       | deutscher Jurist, Geistlicher und Hochschullehrer          |       |       |

## September
| Tag           | Name                                       | Beruf, bekannt als                                                                                              | Alter | Beleg |
| ------------- | ------------------------------------------ | --- | ----- | ----- |
| 4. September  | Johannes Thiel                             | Titularbischof von Nicopolis und Weihbischof in Breslau                                                         |       |       |
| 5. September  | Valentin Krautwald                         | deutscher Theologe und Humanist                                                                                 |       |       |
| 9. September  | Charles de Valois-Angoulême, duc d’Orléans | französischer Prinz, Sohn Königs Franz I.                                                                       | 23    |       |
| 24. September | Albrecht von Brandenburg                   | Kardinal, Kurfürst, Erzbischof von Mainz und Magdeburg, Administrator von Halberstadt, Markgraf von Brandenburg | 55    |       |
| September     | Hans Baldung                               | deutscher Maler, Zeichner und Kupferstecher                                                                     |       |       |

## Oktober
| Tag         | Name               | Beruf, bekannt als                              | Alter | Beleg |
| ----------- | ------------------ | ----------------------------------------------- | ----- | ----- |
| 4. Oktober  | Johannes Varnbüler | Bürgermeister                                   | 81    |       |
| 18. Oktober | John Taverner      | englischer Komponist                            |       |       |
| 20. Oktober | Amandus Huenerwolf | salzburgischer Geistlicher                      |       |       |
| 25. Oktober | Simon Schneeweiß   | deutscher evangelischer Theologe und Reformator |       |       |

## November
| Tag          | Name                    | Beruf, bekannt als                                                                                 | Alter | Beleg |
| ------------ | ----------------------- | -------------------------------------------------------------------------------------------------- | ----- | ----- |
| 1. November  | Aert van der Goes       | holländischer Landesadvokat zwischen den Jahren 1525 und 1544                                      |       |       |
| 6. November  | Peter V. von Rosenberg  | böhmischer Adeliger                                                                                | 55    |       |
| 9. November  | Pietro Lando            | 78. Doge Venedigs                                                                                  |       |       |
| 9. November  | Christoph von Venningen | Obervogt von Vaihingen, Gesandter des Schmalkaldischen Bundes                                      |       |       |
| 19. November | Wandula von Schaumberg  | deutsche Äbtissin                                                                                  |       |       |
| 28. November | Jacob van Liesvelt      | Antwerpener Buchdrucker, der die erste vollständige, niederländische Übersetzung der Bibel druckte |       |       |

## Dezember
| Tag         | Name            | Beruf, bekannt als                                         | Alter | Beleg |
| ----------- | --------------- | ---------------------------------------------------------- | ----- | ----- |
| 5. Dezember | Bartlmä Häberle | deutscher Künstler, Hofmaler am österreichischen Königshof |       |       |

## Datum unbekannt
| Tag | Name                    | Beruf, bekannt als                                          | Alter | Beleg |
| --- | ----------------------- | ----------------------------------------------------------- | ----- | ----- |
|     | Enrique de Arfe         | deutscher Goldschmied                                       |       |       |
|     | Gabriel Ascherham       | deutscher Täufer                                            |       |       |
|     | Johannes Block          | Prediger in Pommern und im Baltikum                         |       |       |
|     | Johann von Böckenförde  | Landdrost des Herzogtums Westfalen                          |       |       |
|     | James Chisholm          | schottischer Geistlicher, Bischof von Dunblane              |       |       |
|     | Jost Ludwig Dietz       | polnischer Diplomat elsässischer Abstammung                 |       |       |
|     | Helena von Freyberg     | österreichische Person in der Täuferbewegung                |       |       |
|     | Albrecht Glockendon II. | deutscher Formschneider, Illuminist und Briefmaler          |       |       |
|     | Injong                  | Herrscher der Joseon-Dynastie im heutigen Korea             |       |       |
|     | Nikola Jurišić          | kroatisch-ungarischer Feldherr und Verteidiger von Kőszeg   |       |       |
|     | Ket Chettharat          | König von Lan Na                                            |       |       |
|     | Andreas Lackner         | österreichischer Bildschnitzer                              |       |       |
|     | Giovanni Lanfranco      | italienischer Organist und Musiktheoretiker der Renaissance |       |       |
|     | Laurentius Liechti      | Schweizer Uhrmacher                                         |       |       |
|     | Hans Rev                | norwegischer Geistlicher, Bischof von Oslo                  |       |       |
|     | Johannes Sastrow        | pommerscher Rechtsgelehrter, Dompropst und Poeta Laureatus  |       |       |
|     | Sher Khan Suri          | indischer Herrscher                                         |       |       |
|     | Johannes Singriener     | deutscher Buchdrucker                                       |       |       |
|     | Ulrich Varnbüler        | Jurist                                                      |       |       |
|     | Clement von der Wisch   | Klosterpropst zu Uetersen, Herr auf Hanerau                 |       |       |